# Милан Мајцен
Милан Мајцен (Шентјаж, код Севнице, 17. новембар 1914 — Муренце, код Севнице, 29. октобар 1941), учесник Народноослободилачке борбе и народни херој Југославије.

## Биографија
Рођен је 17. новембра 1914. године у Шентјажу, код Севнице. Био је квалификовани конобар. Радио је најпре у железничком ресторану у Зиданом Мосту, а потом у једном ресторану у Љубљани. Године 1939. је узео под закуп гостионицу „Кершич” у Шишки. Још док је радио у железничјој гостионици, приступио је Савезу сеоских младића и девојака. Након доласка у Љубљану био је изабран у Главни одбор тог Савеза, који је био под утицајем тада илегалне Комунистичке партије Југославије (КПЈ).
Доласком у Шишку активно се укључио у акције револуционарног радничког покрета. Његова гостионица је била састајалиште комуниста, а у данима пред почетак Другог светског рата, 1941. године, као и у току првих дана окупације Југославије, овде је било састајалиште Централног комитета КП Словније, који је ту донео неколико важних одлука.
Указом Президијума Народне скупштине Федеративне Народне Републике Југославије, 20. децембра 1951. године, проглашен је за народног хероја.
У току Народноослободилачког рата, поред Милана страдала су још четворица његове браће — Нико, рођен 1919; Марјан, рођен 1921; Јошко, рођен 1922. и Петар, рођен 1924. године. Његове родитеље оца Ивана, рођеног 1885. и мајку Марију, рођену 1893. године убили су припадници Беле гарде.